# Clement Martyn Doke
Pour les articles homonymes, voir Doke.
Clement Martyn Doke, né le 16 mai 1893 à Bristol au Royaume-Uni et mort le 24 février 1980 à East London en Afrique du Sud, est un linguiste sud-africain travaillant principalement sur les langues africaines. Conscient que les structures grammaticales des langues bantoues sont très différentes de celles des langues européennes, il est l’un des premiers linguistes africains de son temps à abandonner l’approche euro-centrée de la description des langues pour une approche plus locale. Écrivain très prolifique, il a publié une série de grammaires, plusieurs dictionnaires, des travaux comparatifs et une histoire de la linguistique bantoue.

## Jeunesse et carrière
La famille Doke est engagée dans l’activité missionnaire pour l’Église baptiste depuis plusieurs générations. Son père, le révérend Joseph J. Doke, quitte l'Angleterre et se rend en Afrique du Sud en 1882, où il rencontre et épouse Agnes Biggs. Ils retournent en Angleterre, où Clément nait, troisième de quatre enfants. La famille s'installe en Nouvelle-Zélande et revient finalement en Afrique du Sud en 1903, où elle s'installe plus tard à Johannesburg.
À l'âge de 18 ans, Clément obtient une licence du Transvaal University College à Pretoria (aujourd'hui l'université de Pretoria). Il décide de consacrer sa vie à l’activité missionnaire. En 1913, il accompagne son père lors d'une tournée dans le nord-ouest de la Rhodésie, dans une région appelée Lambaland, aujourd'hui connue sous le nom d'Ilamba. Elle se trouve à la ligne de partage des eaux des fleuves Congo et Zambèze. Une partie du district se trouve en Rhodésie du Nord et une autre au Congo belge. Le chemin de fer Le Cap – Le Caire traverse sa partie orientale ; autrement, la plupart des déplacements devaient se faire à pied.
Le révérend William Arthur Phillips de la Nyasa Industrial Mission à Blantyre a établi une mission baptiste à cet endroit en 1905 ; elle dessert une zone de près de 64 800 km2  et de 50 000 habitants. Les Doke sont censés étudier si la mission du Lambaland pouvait être reprise par l'Union baptiste d'Afrique du Sud. C'est au cours de ce voyage que le père de Clement Doke contracte une fièvre entérique et meurt peu de temps après. Mahatma Gandhi assiste à la cérémonie commémorative et s'adresse à la congrégation. Clément reprend le rôle de son père.
Les Baptistes sud-africains décident de prendre le contrôle de la mission de Kafulafuta, et son fondateur, le révérend Phillips, reste surintendant. Clément Doke revient à Kafulafuta comme missionnaire en 1914, suivi par sa sœur Olive deux ans plus tard.

## Étude du lamba
Au début, Clément Doke est frustré par son incapacité à communiquer en lamba. Le seul document écrit disponible à l’époque est une traduction de Jonas et un recueil de 47 hymnes. Bientôt, cependant, il maîtrise la langue et publie son premier livre, Ifintu Fyakwe Lesa (« Les choses de Dieu, un abécédaire de la connaissance des Écritures ») en 1917. Il s'inscrit à Johannesburg dans le cadre de l'extension du Transvaal University College pour obtenir un master. Sa thèse est publiée sous le titre The grammar of the Lamba language (La Grammaire de la langue lamba). Le livre est rédigé en termes grammaticaux traditionnels, car Doke n’a pas encore établi sa méthode innovante pour analyser et décrire les langues bantoues. Son dernier Text book of Lamba Grammar (Manuel de grammaire lamba) est de loin supérieur à cet égard.
Doke s'intéresse également à l'ethnologie. En 1931, il compile The Lambas of Northern Rhodesia, qui reste l'une des descriptions ethnographiques les plus remarquables des peuples d'Afrique centrale. Pour Doke, l’alphabétisation fait partie de l’évangélisation puisqu’elle est nécessaire pour que les gens apprécient le message de la Bible, mais ce n’est qu’après sa retraite qu’il achève la traduction de la Bible en Lamba. Elle est publiée sous le titre Amasiwi AwaLesa (« Les Paroles de Dieu ») en 1959.

## Université du Witwatersrand
En 1919, Doke épouse Hilda Lehmann, qui l'accompagne à son retour au Lambaland. Tous deux contractent le paludisme au cours de leur travail et il lui est interdit de retourner dans la région. Clément Doke se rend également compte que son travail sur le terrain ne pouvait plus durer très longtemps et il part en 1921. Il est recruté par la nouvelle université du Witwatersrand. Afin qu'il puisse obtenir un diplôme de professeur, la famille déménage en Angleterre, où il s'inscrit à l'École d'études orientales et africaines. Ses principales langues sont lamba, le luba, mais comme aucun examinateur approprié n'est disponible, il doit finalement changer sa langue d'examen pour le zoulou.
Doke prend ses fonctions au nouveau département d'études bantoues de l'université de Witwatersrand en 1923. En 1925, il obtient son doctorat en littérature pour sa thèse de doctorat sur The phonetics of the Zulu language (La phonétique de la langue zoulou) et est promu maître de conférences (Senior Lecturer). En 1931, il est nommé à la chaire d'études bantoues et dirigeaainsi le département d'études bantoues. Ce département joue un rôle de catalyseur pour l’admission des Africains à l’université. Dès 1925, un nombre limité d’étudiants sont admis dans les cours de vacances en études africaines. Doke soutient la nomination de Benedict Wallet Vilakazi comme membre du personnel, car il pense qu'un locuteur natif est essentiel pour acquérir une langue. Cela provoque une tempête de critiques et de controverses de la part du public. Les deux collaborent au Zulu-English dictionary (Dictionnaire zoulou-anglais). Publié pour la première fois en 1948, il reste l’un des meilleurs exemples de lexicographie pour toute langue bantoue.
À la demande du gouvernement de la Rhodésie-du-Sud, Doke étudie l'étendue de la diversité dialectale parmi les langues du pays et fait des recommandations pour le shona unifié, qui constitue la base du shona standard. Il conçoit une orthographe unifiée basée sur les dialectes Zezuru, Karanga et Manyika. Cependant, l'orthographe de Doke ne fut jamais pleinement acceptée et le gouvernement sud-africain introduit une alternative, qui laisse le Shona avec deux orthographes concurrentes entre 1935 et 1955.
Durant son mandat, Doke développe et promeut une méthode d’analyse linguistique et de description des langues bantoues basée sur la structure de ces langues. Le « modèle dokean » continue d’être l’un des modèles dominants de description linguistique en Afrique australe et centrale. Sa classification des langues bantoues a été pendant de nombreuses années la vision dominante des inter-relations entre les langues africaines. Doke est également l'un des premiers à décrire les consonnes à clic khoisan et bantou, en concevant des symboles phonétiques pour un certain nombre d'entre elles.
Doke travaille à l'université du Witwatersrand jusqu'à sa retraite en 1953. Il reçoit le titre honorifique de docteur ès lettres de l'université Rhodes et le titre honorifique de docteur en droit de l'université du Witwatersrand en 1972.
L’ancien missionnaire reste toujours dévoué à l’Église baptiste. Il est élu président de l’Union baptiste sud-africaine en 1949 et passe un an à visiter des églises et des missions. Il profite de son discours présidentiel pour condamner la politique d’apartheid récemment mise en place : « J’avertis solennellement le gouvernement que l’esprit qui sous-tend sa législation sur l'apartheid et la manière dont il introduit aujourd’hui des mesures discriminatoires de toutes sortes entraîneront un désastre sur notre beau pays. »

## Publications choisies
- Ifintu Fyakwe Lesa (The Things of God, a Primer of Scripture Knowledge in Lamba), 1917.
- An outline of the phonetics of the language of the ʗhũ̬꞉ Bushman of the North-West Kalahari. Bantu Studies. 2: 129–166, 1925. DOI 10.1080/02561751.1923.9676181
- The phonetics of the Zulu language, University of the Witwatersrand Press, 1969 [1926].
- The Lambas of Northern Rhodesia: A Study of their Customs and Beliefs, Londres : George G. Harrap, 1931.
- Report on the Unification of the Shona Dialects, Government of Southern Rhodesia: Government Blue Book, 1931.
- Bantu linguistic terminology, Londres; New York Longmans, Green, 1935.
- Textbook of Lamba Grammar, Johannesburg: Witwatersrand University Press, 1938.
- Outline grammar of Bantu, Johannesburg: University of the Witwatersrand, 1943.
- Zulu–English Dictionary, Johannesburg: Witwatersrand University Press, 1948 (avec Benedict Wallet Vilakazi)
- The Southern Bantu languages, Londres, New York, Oxford University Press, 1954.
- Amasiwi AwaLesa (The Words of God in Lamba), 1959.
- Contributions to the history of Bantu linguistics, Johannesburg: Witwatersrand University Press, 1961 (with D. T. Cole).
- Trekking in South Central Africa 1913–1919, Johannesburg: Witwatersrand University Press, 1993.